# Ветью (сельское поселение)
Ветью — упразднённые административно-территориальная единица (административная территория посёлок сельского типа с подчинённой ему территорией) и муниципальное образование (сельское поселение с полным официальным наименованием муниципальное образование сельского поселения «Ветью») в составе муниципального района Княжпогостского в Республике Коми Российской Федерации.
Административный центр — посёлок Ветью.

## История
Статус и границы административной территории были установлены Законом Республики Коми от 6 марта 2006 года № 13-РЗ «Об административно-территориальном устройстве Республики Коми».
Статус и границы сельского поселения установлены Законом Республики Коми от 5 марта 2005 года № 11-РЗ «О территориальной организации местного самоуправления в Республике Коми».
Законом Республики Коми от 28 апреля 2017 года № 41-РЗ были преобразованы, путём их объединения, сельские поселения «Туръя» и «Ветью» в сельское поселение «Туръя».

## Население
| 2010 | 2011 | 2012 | 2013 | 2014 | 2015 | 2016 |
| ---- | ---- | ---- | ---- | ---- | ---- | ---- |
| 170  | ↘162 | ↘139 | ↘123 | ↘70  | ↘32  | ↘20  |
| 2017 |      |      |      |      |      |      |
| ↘11  |      |      |      |      |      |      |

## Состав
Состав административной территории и сельского поселения:
| № | Населённый пункт | Тип населённого пункта          | Население |
| - | ---------------- | ------------------------------- | --------- |
| 1 | Весляна          | деревня                         | 24        |
| 2 | Ветью            | посёлок, административный центр | ↘141      |
| 3 | Евдино           | деревня                         | 5         |